# Acanthepeira stellata
Espèce
Synonymes
- Epeira stellata Walckenaer, 1805
- Epeira nobilis Walckenaer, 1841
- Epeira cerasiae Walckenaer, 1841
- Epeira iris Walckenaer, 1841
- Cyrtarachne mexicana O. Pickard-Cambridge, 1893
- Cyrtarachne dugesi O. Pickard-Cambridge, 1893

Acanthepeira stellata est une espèce d'araignées aranéomorphes de la famille des Araneidae.

## Distribution
Cette espèce se rencontre au Canada, aux États-Unis et au Mexique.

## Description

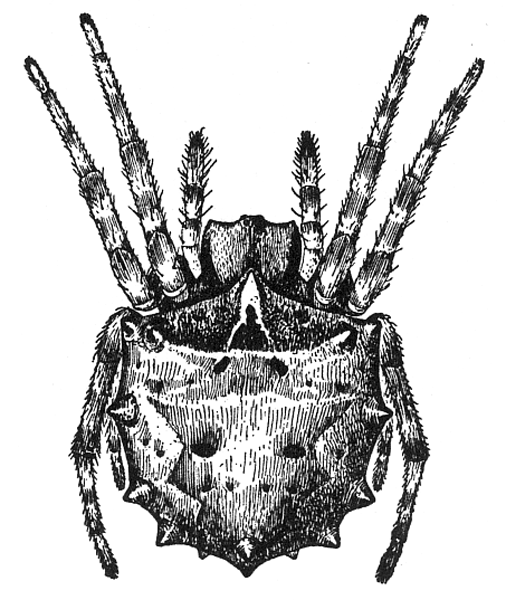

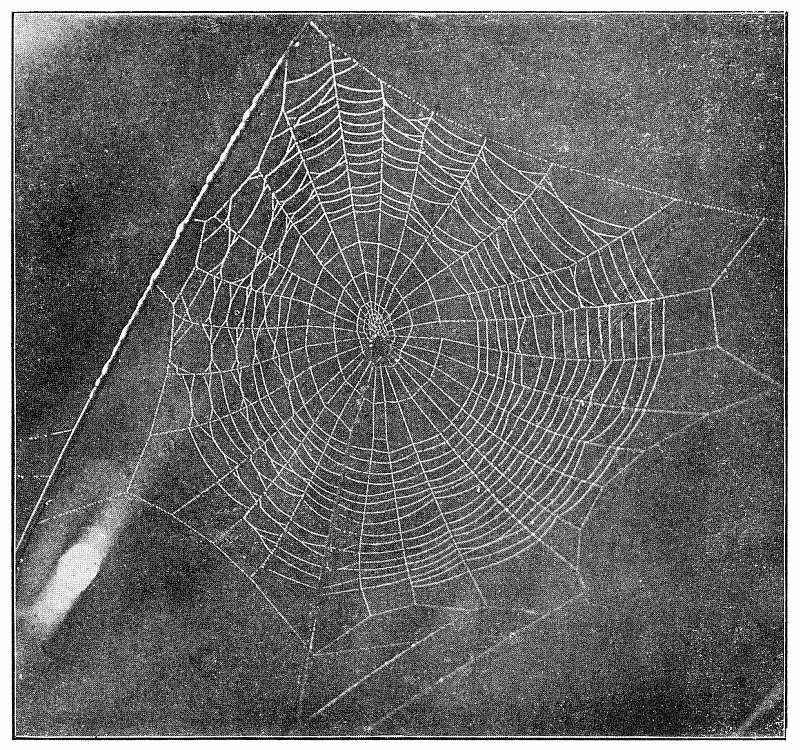
Toile de Acanthepeira stellata

Le mâle décrit par Levi en 1976 mesure 8,0 mm et la femelle 9,0 mm.

## Publication originale
- Walckenaer, 1805 : Tableau des aranéides ou caractères essentiels des tribus, genres, familles et races que renferme le genre Aranea de Linné, avec la désignation des espèces comprises dans chacune de ces divisions. Paris, p. 1-88.